# Tiếng Bumthang
Tiêng Bumthang (tên tiếng Dzongkha: བུམ་ཐང་ཁ་, Wylie: bum thang kha); cũng gọi là "Bhumtam", "Bumtang(kha)", "Bumtanp", "Bumthapkha", và "Kebumtamp") là một ngôn ngữ Đông Bod được nói bởi khoảng 20.000 người tại Bumthang và các huyện lân cận thuộc Bhutan. Van Driem (1993) mô tả tiếng Bumthang là ngôn ngữ chiếm ưu thế tại trung bộ Bhutan.

## Ngôn ngữ liên quan
Về lịch sử, người nói tiếng Bumthang luôn có sự tiếp xúc gần gũi với người nói tiếng Kurtöp, tiếng Nupbi và tiếng Kheng: những ngôn ngữ Đông Bod lân cận tại miền trung và đông Bhutan, tới mức tất cả chúng có thể được xếp chung vào một "nhóm Bumthang."
Khối từ vựng tiếng Bumthang tương đồng nhất với tiếng Kheng (92%), tiếng Nyen (75%–77%), và tiếng Kurtöp (70%–73%); ít hơn đáng kể với tiếng Dzongkha (47%–52%) và tiếng Tshangla (40%–50%). Nó hoặc rất gần gũi hoặc đồng nhất với tiếng Tawang của người Monpa tại huyện Tawang.